# Парламентские выборы на Островах Кука (2014)
Парламентские выборы на Островах Кука прошли 9 июля 2014 года. По их итогам был определён 14-й состав парламента Островов Кука. Победу на них одержал глава партии Островов Кука и действующий премьер-министр Генри Пуна.

## Контекст
Предыдущие выборы состоялись 17 ноября 2010 года. Срок полномочий парламента должен был истечь через четыре года — 17 ноября 2014 года. Выборы должны были быть проведены не позднее чем через три месяца после этой даты, до 17 февраля 2015 года.
Однако, уже 17 апреля 2014 года представитель Королевы Том Марстерс распустил парламент для проведения досрочных выборов, назначенных на 9 июля. Мастерс заявил, что премьер-министр Генри Пуна, сообщил ему, что выборы были необходимы для формирования нового правительства до 50-летия достижения самоуправления Островами Кука. Мастерс также сказал, что это позволило бы правительству вовремя принять бюджет. В свою очередь, Пуна обвинил министр Тейну Бишопа в дестабилизации правительства, после чего он ушёл с поста министра образования и туризма, а затем и вышел из партии Островов Кука, для того чтобы создать новую партию. Параллельно, противники правительства, в том числе лидер оппозиции Уилки Расмуссен, начали утверждать, что премьер-министр оьъявил о выборах, чтобы избежать вотума недоверия в парламенте
6 мая был публично объявлен список кандидатов, в котором было 52 человека, по сравнению с 70-ми в 2010 году. В числе кандидатов было шесть женщин.

## Избирательная система
Согласно законодательству, 24 депутата парламента избираются в одномандатных округах гражданами Островов Кука. Для участия в голосовании было зарегистрировано 10394 человек.

## Кампания
Партия Островов Кука, находясь в правительстве начала предвыборную кампанию повышением уровня пенсий, минимальной заработной платы и других социальных выплат. В партии также подчеркнули возможность сокращения подоходного налога, в то время как оппозиционная Демократическая партия критиковала правительство за увеличение налога на добавленную стоимость (НДС), пообещав обратить его вспять. Демократическая партия также обещала способствовать схеме развития сельского хозяйства на отдаленных островах, в то время как партия Островов Кука акцентировала своё внимание на инфраструктурных проектах на отдаленных островах. Новая партия Бишопа — «One Cook Islands Movement» — призвала к отмене налогообложения пенсий и выделению субсидий для развития туризма на отдаленных островах. Две основных партии, а также независимые кандидаты, использовали социальные медиа для привлечения молодых избирателей. Бывший депутат Иавета Шорт раскритиковал кампанию, заявив, что стороны «предлагали леденцы, чтобы получить голоса», а не предоставляли решения по вопросам, с которыми сталкиваются на Островах Кука.

## Результат
| Партия                                                | Партия                               | Голоса | %     | Места |
| ----------------------------------------------------- | ------------------------------------ | ------ | ----- | ----- |
|                                                       | Партия Островов Кука                 | 3499   | 42,3  | 13    |
|                                                       | Демократическая партия Островов Кука | 3811   | 46,1  | 8     |
|                                                       | One Cook Islands Movement            | 790    | 9,6   | 2     |
|                                                       | Titikaveka Oire                      | 96     | 1,2   | 0     |
|                                                       | Независимые кандидаты                | 73     | 0,9   | 0     |
| Всего                                                 | Всего                                | 8269   | 100,0 | 24    |
| Источник: Ministry of Finance and Economic Management |                                      |        |       |       |

Примечания: по одному месту состоится пересчёт